# Numerius Fabius Buteo
Numerius Fabius Buteo entstammte dem römischen Patriziergeschlecht der Fabier und war 247 v. Chr. Konsul.

## Leben
Der Vater und Großvater des Numerius Fabius Buteo hießen beide Marcus Fabius. Außerdem war der Konsul des Jahres 245 v. Chr., Marcus Fabius Buteo, ein Bruder des Numerius Fabius Buteo.
247 v. Chr. wurde Fabius zusammen mit Lucius Caecilius Metellus zum Konsul gewählt. Damals befand sich Rom im Kampf mit Karthago (Erster Punischer Krieg), und auf Sizilien konnten die Karthager nur noch zwei bedeutendere Städte verteidigen, Lilybaeum und Drepanum. Gegen die erstgenannte Stadt führte Caecilius Metellus Krieg, während Fabius zur Belagerung von Drepanum schritt. Er konnte eine kleine Insel, Pelias, einnehmen und dort den Angriffen des Hamilkar standhalten. Diese Insel verband er mit der Küste von Sizilien und konnte so eine schlecht gesicherte Stelle von Drepanum angreifen. Dennoch gelang ihm nicht die Eroberung der Stadt. Als 224 v. Chr. sein früherer Konsulatskollege Caecilius Metellus als Diktator die Comitia leitete, diente ihm Fabius als Magister equitum.